# Caraguatatuba
Caraguatatuba é um município brasileiro no litoral norte do estado de São Paulo. Conhecida como a capital do litoral norte, Integra a Região Imediata de Caraguatatuba-Ubatuba-São Sebastião, localizando-se a leste da capital do estado e distando desta cerca de 178 km. A cidade ocupa uma área de 484,947 km². De acordo com o Censo 2022, a população do município é de 134.873 habitantes, resultando em uma densidade demográfica de 278,12 hab./km², sendo o município mais populoso do Litoral Norte, o 57.º mais populoso de São Paulo e o 219.º do país. O município é formado pela sede e pelo distrito de Porto Novo.
Foi elevada à categoria de vila em 1770. O crescimento do povoado veio com a chegada de famílias de estrangeiros, que se instalaram na Fazenda dos Ingleses. A propriedade se estabeleceu em 1927 e trouxe benefícios como o aumento da população, a formação de trabalhadores agrícolas e artesãos, o surgimento do comércio e o crescimento substancial da arrecadação municipal. A cidade tem uma temperatura média anual de 25 °C e na vegetação original do município predomina a mata atlântica. O seu Índice de Desenvolvimento Humano (IDH) em 2022 era de 0,759.
Devido à sua beleza natural e às belezas de suas praias, atrai pessoas de todo o Brasil e do mundo. Desponta-se como um importante destino turístico no país, sendo um dos dez mais buscados pelos brasileiros em 2023, recebendo mais de 1 milhão de turistas anualmente. É uma das quinze estâncias balneárias do estado de São Paulo.
Caraguatatuba é um dos 15 municípios paulistas considerados estâncias balneárias pelo Estado de São Paulo, por cumprirem determinados pré-requisitos definidos por Lei Estadual. Tal status garante, a esses municípios, uma verba maior por parte do Estado para a promoção do turismo regional. Também, o município adquire o direito de agregar, junto a seu nome, o título de "Estância Balneária", expressão pela qual passa a ser designado tanto pelo expediente municipal oficial quanto pelas referências estaduais.

## Toponímia

Do tupi: karagûatá, caraguatá, e tyba, ajuntamento. Ambos os termos estão em relação genitiva, o que dá a ideia de origem, pertencimento, e enseja a inversão dos termos (conforme indicam as setas).

Caraguatatuba é vocábulo tupi, que segundo Silveira Bueno significa "lugar de muitos caraguatás", ou seja, "caraguatal", "caraguatazal". Do tupi karagûatá: designação comum dada a várias espécies de plantas epífitas e terrestres da família das bromeliáceas, também conhecidas como gravatá, e tyba: abundância, grande quantidade, ajuntamento, termos que juntos formam uma relação genitiva, dando significado ao nome no município.

## História

### Fundação
Os primeiros sinais de povoamento surgiram após 1534, quando o rei Dom João III de Portugal dividiu o Brasil em 15 Capitanias Hereditárias e as entregou em regime de hereditariedade a nobres, militares e navegadores ligados à da Corte. O objetivo do reino português era facilitar a administração e acelerar a colonização das recém-ocupadas terras brasileiras. Foi criada então a Capitania de Santo Amaro, que se estendia da foz do Rio Juqueriquerê, em Caraguatatuba, até Bertioga. Esta porção de terra foi entregue ao navegador Pero Lopes de Sousa, um nobre português de destaque na época.
Se considera que a fundação formal de Caraguatatuba foi no século XVII, por meio da concessão de Sesmarias um instituto jurídico criado pelo Império de Portugal para distribuição de terras a particulares para a produção de alimentos. Nos primeiros anos de 1600 o Capitão-Mor da Capitania de São Vicente Gaspar Conqueiro doou a Miguel Gonçalves Borba e Domingos Jorge a porção de terra localizada na bacia do Rio Juqueriquerê. Foi exatamente naquele ponto que a cidade começou a nascer entre 1664 e 1665 que surgiram sinais de povoamento, com a construção dos primeiros prédios, como a pequena igreja de Santo Antônio, santo padroeiro da cidade de Caraguatatuba.
Mas o pequeno povoado foi assolado por diversos surtos, entre eles o mais mortífero ocorreu em 1693. A varíola, conhecida na época por “Bexigas”, dizimou boa parte da população. Os sobreviventes fugiram para as vilas próximas, Ubatuba e São Sebastião. A doença fez o crescimento retornar à estaca zero, o que atrasou o desenvolvimento do povoado em alguns anos. Após a grande mortandade, o local passou a ser chamado de “Vila que desertou”.
O novo povoado foi elevado à condição de Vila de Santo Antônio de Caraguatatuba em 27 de setembro de 1770, a pedido de Dom Luiz Antônio de Souza Botelho Morgado de Mateus, o então capitão geral da Capitania de São Paulo. 

### Século XIX
Em 16 de março de 1847, o presidente da Província de São Paulo, Manuel da Fonseca Lima e Silva, ordenou que a vila passasse a ser denominada Freguesia. Caraguatatuba recebeu sua emancipação política e administrativa em 20 de abril de 1857. A população caraguatatubense teve de superar um surto de malária em 1884.

### Século XX

Caraguatatuba, 1964. Arquivo Nacional.

A população caraguatatubense teve de superar um surto de gripe espanhola em 1918. O aumento da população veio com a chegada de famílias de estrangeiros, que se instalaram na Fazenda dos Ingleses. A propriedade se estabeleceu em 1927 e trouxe benefícios como o aumento da população, a formação de trabalhadores agrícolas e artesãos, o surgimento do comércio e o aumento da economia.
O progresso da Freguesia de Santo Antônio de Caraguatatuba forçou o Governo do Estado de São Paulo a reconhecê-la como Estância Balneária em 30 de novembro de 1947. Sua comarca foi instalada alguns anos depois, em 26 de setembro de 1965.

### Catástrofe de 1967
Entre os dias 15 a 18 de março de 1967, a cidade sofreu uma das maiores catástrofes do estado de São Paulo, quando chuvas ininterruptas causaram deslizamentos de terra e lama em quase todos os pontos da cidade. O saldo da tragédia foi a morte de 436 pessoas e a destruição de um grande número de residências e edifícios.

## Geografia
A área do município, segundo o IBGE, é de 484,947 km². Situa-se a 23°37'12" de latitude sul e 45° 24' 46" de longitude oeste e está a uma distância de 178 quilômetros a leste da capital paulista. Limita-se com Natividade da Serra a norte, Ubatuba a nordeste, o Oceano Atlântico a sudeste com a Ilha de São Sebastião a sul, São Sebastião a sul, Salesópolis a oeste e Paraibuna a noroeste.

### Clima
O clima de Caraguatatuba é tropical úmido, com diminuição de chuvas no inverno e temperatura média anual de 24 °C, tendo invernos úmidos e verões chuvosos com temperaturas moderadamente altas. O mês mais quente, fevereiro, conta com temperatura média de 27 °C, sendo a média máxima de 31 °C e a mínima de 23 °C. E o mês mais frio, julho, com média de 20 °C, sendo 25 °C e 15 °C a média máxima e mínima respectivamente. Outono e primavera são estações de transição.
| Dados climatológicos para Caraguatatuba | Dados climatológicos para Caraguatatuba | Dados climatológicos para Caraguatatuba | Dados climatológicos para Caraguatatuba | Dados climatológicos para Caraguatatuba | Dados climatológicos para Caraguatatuba | Dados climatológicos para Caraguatatuba | Dados climatológicos para Caraguatatuba | Dados climatológicos para Caraguatatuba | Dados climatológicos para Caraguatatuba | Dados climatológicos para Caraguatatuba | Dados climatológicos para Caraguatatuba | Dados climatológicos para Caraguatatuba | Dados climatológicos para Caraguatatuba |
| Mês                                     | Jan                                     | Fev                                     | Mar                                     | Abr                                     | Mai                                     | Jun                                     | Jul                                     | Ago                                     | Set                                     | Out                                     | Nov                                     | Dez                                     | Ano                                     |
| --------------------------------------- | --------------------------------------- | --------------------------------------- | --------------------------------------- | --------------------------------------- | --------------------------------------- | --------------------------------------- | --------------------------------------- | --------------------------------------- | --------------------------------------- | --------------------------------------- | --------------------------------------- | --------------------------------------- | --------------------------------------- |
| Temperatura máxima média (°C)           | 30,3                                    | 30,5                                    | 30,1                                    | 28,4                                    | 26,8                                    | 25,8                                    | 25                                      | 25,5                                    | 25,9                                    | 26,9                                    | 28                                      | 29,4                                    | 27,7                                    |
| Temperatura média (°C)                  | 26,7                                    | 26,8                                    | 26,1                                    | 24,2                                    | 22,2                                    | 20,9                                    | 20,2                                    | 21,2                                    | 22,3                                    | 23,4                                    | 24,4                                    | 25,6                                    | 23,7                                    |
| Temperatura mínima média (°C)           | 23,1                                    | 23,1                                    | 22,1                                    | 20                                      | 17,6                                    | 16                                      | 15,4                                    | 16,9                                    | 18,7                                    | 19,9                                    | 20,9                                    | 21,8                                    | 19,6                                    |
| Precipitação (mm)                       | 270                                     | 253                                     | 244                                     | 162                                     | 110                                     | 87                                      | 68                                      | 86                                      | 130                                     | 206                                     | 212                                     | 246                                     | 2 074                                   |
| Fonte: Climate-Data.                    |                                         |                                         |                                         |                                         |                                         |                                         |                                         |                                         |                                         |                                         |                                         |                                         |                                         |

| Dados climatológicos para Caraguatatuba (Porto Novo) | Dados climatológicos para Caraguatatuba (Porto Novo) | Dados climatológicos para Caraguatatuba (Porto Novo) | Dados climatológicos para Caraguatatuba (Porto Novo) | Dados climatológicos para Caraguatatuba (Porto Novo) | Dados climatológicos para Caraguatatuba (Porto Novo) | Dados climatológicos para Caraguatatuba (Porto Novo) | Dados climatológicos para Caraguatatuba (Porto Novo) | Dados climatológicos para Caraguatatuba (Porto Novo) | Dados climatológicos para Caraguatatuba (Porto Novo) | Dados climatológicos para Caraguatatuba (Porto Novo) | Dados climatológicos para Caraguatatuba (Porto Novo) | Dados climatológicos para Caraguatatuba (Porto Novo) | Dados climatológicos para Caraguatatuba (Porto Novo) |
| Mês                                                  | Jan                                                  | Fev                                                  | Mar                                                  | Abr                                                  | Mai                                                  | Jun                                                  | Jul                                                  | Ago                                                  | Set                                                  | Out                                                  | Nov                                                  | Dez                                                  | Ano                                                  |
| ---------------------------------------------------- | ---------------------------------------------------- | ---------------------------------------------------- | ---------------------------------------------------- | ---------------------------------------------------- | ---------------------------------------------------- | ---------------------------------------------------- | ---------------------------------------------------- | ---------------------------------------------------- | ---------------------------------------------------- | ---------------------------------------------------- | ---------------------------------------------------- | ---------------------------------------------------- | ---------------------------------------------------- |
| Temperatura máxima média (°C)                        | 30,1                                                 | 30,2                                                 | 29,9                                                 | 28,3                                                 | 26,6                                                 | 25,5                                                 | 24,7                                                 | 25,2                                                 | 25,6                                                 | 26,7                                                 | 27,9                                                 | 29,2                                                 | 27,5                                                 |
| Temperatura média (°C)                               | 26,6                                                 | 26,7                                                 | 26                                                   | 24,1                                                 | 22,2                                                 | 20,7                                                 | 20                                                   | 21                                                   | 22,1                                                 | 23,4                                                 | 24,4                                                 | 25,5                                                 | 23,6                                                 |
| Temperatura mínima média (°C)                        | 23,1                                                 | 23,2                                                 | 22,2                                                 | 20                                                   | 17,8                                                 | 16                                                   | 15,4                                                 | 16,9                                                 | 18,7                                                 | 20                                                   | 21                                                   | 21,8                                                 | 19,7                                                 |
| Precipitação (mm)                                    | 247                                                  | 234                                                  | 232                                                  | 152                                                  | 105                                                  | 79                                                   | 63                                                   | 75                                                   | 107                                                  | 173                                                  | 181                                                  | 217                                                  | 1 865                                                |
| Fonte: Climate-Data.org                              |                                                      |                                                      |                                                      |                                                      |                                                      |                                                      |                                                      |                                                      |                                                      |                                                      |                                                      |                                                      |                                                      |

### Meio ambiente

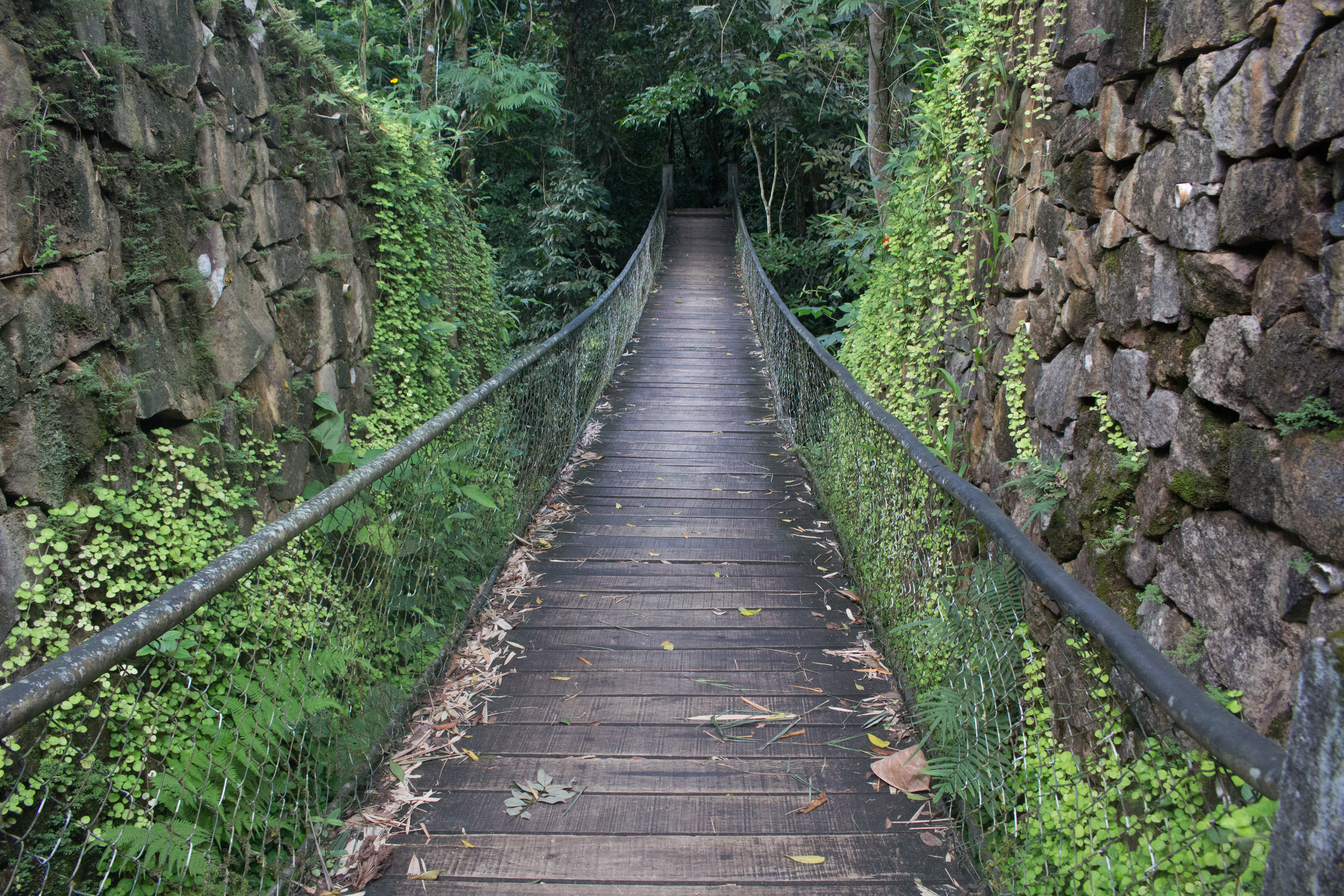
Parque Estadual da Serra do Mar em Caraguatatuba

A vegetação original e predominante no município é a mata atlântica, sendo que a vegetação nativa remanescente está mais presente na serra de Caraguatatuba.

### Hidrografia
- Rio Camboriú
- Rio Santo Antônio
- Rio Juqueriquerê
- Rio Capricórnio
- Rio Massaguaçu
- Rio Guaxinduba
- Oceano Atlântico

## Demografia

### População
| Crescimento populacional                             | Crescimento populacional | Crescimento populacional | Crescimento populacional |
| Ano                                                  | População Total          |                          | %±                       |
| ---------------------------------------------------- | ------------------------ | ------------------------ | ------------------------ |
| 1872                                                 | 1 668                    |                          |                          |
| 1890                                                 | 2 497                    |                          | 49,7%                    |
| 1900                                                 | 3 113                    |                          | 24,7%                    |
| 1910                                                 | 3 562                    |                          | 14,4%                    |
| 1920                                                 | 2 917                    |                          | −18,1%                   |
| 1925                                                 | 3 076                    |                          | 5,5%                     |
| 1934                                                 | 4 230                    |                          | 37,5%                    |
| 1937                                                 | 4 523                    |                          | 6,9%                     |
| 1940                                                 | 4 666                    |                          | 3,2%                     |
| 1946                                                 | 4 872                    |                          | 4,4%                     |
| 1950                                                 | 5 429                    |                          | 11,4%                    |
| 1958                                                 | 8 430                    |                          | 55,3%                    |
| 1960                                                 | 9 819                    |                          | 16,5%                    |
| 1970                                                 | 15 073                   |                          | 53,5%                    |
| 1980                                                 | 33 802                   |                          | 124,3%                   |
| 1991                                                 | 52 878                   |                          | 56,4%                    |
| 2000                                                 | 78 921                   |                          | 49,3%                    |
| 2010                                                 | 100 840                  |                          | 27,8%                    |
| 2022                                                 | 134 873                  |                          | 33,7%                    |
| Est. 2024                                            | 141 084                  | [ 18 ]                   | 4,6%                     |
| Fontes: Censos Demográficos IBGE e Estimativas SEADE |                          |                          |                          |

### Religião
O Cristianismo se faz presente na cidade da seguinte forma: A Igreja Católica na cidade é representada pela Diocese de Caraguatatuba.
Entre as igrejas protestantes históricas, pentecostais e neopentecostais, encontram-se na cidade:
- Assembleia de Deus Ministério do Belém.[27][28]
- Congregação Cristã no Brasil.[29]

## Economia
Caraguatatuba tem boa infraestrutura composta por shopping, supermercados e lojas. A cidade é a economia mais importante do litoral norte. O Produto Interno Bruto (PIB) de Caraguatatuba em 2021 foi de R$ 4.532.235.511,00. A população do município cresceu significativamente na década de 2010. De acordo com o Censo 2022, a população é de 134.873 habitantes, um aumento de 33,75% em comparação ao Censo 2010, em que foi registrada a população de 100.899 .

## Infraestrutura

### Transportes
- Rodovia Manuel Hipólito Rego (SP-55): oferece acesso a outras cidades litorâneas como São Sebastião, Ubatuba, Ilhabela, Rio de Janeiro e Santos.
- Rodovia dos Tamoios (SP-99): oferece acesso direto à São José dos Campos e às rodovias SP-70 para São Paulo e SP-65 para Campinas e o interior do estado.

### Comunicações
O sistema de telefones automáticos foi inaugurado na cidade em 1976 pela Telecomunicações de São Paulo (TELESP), que também implantou o sistema de discagem direta à distância (DDD) em 1976 com o código de área (0124). Anteriormente a cidade era atendida pela Companhia de Telecomunicações do Estado de São Paulo (COTESP).
Na década de 90 o código DDD da cidade foi alterado para (012), para padronização do sistema telefônico com a telefonia celular que estava sendo implantada em todo o estado.

## Cultura e lazer

### Eventos
Tradicionalmente, entre os meses de dezembro a janeiro, acontece shows de verão e eventos musicais gratuitos, que acontecem na Praça da Cultura e na Praça de eventos Porto Novo. O evento anima não somente os moradores como também veranistas e turistas que visitam a cidade. A última edição, teve início oficial no dia 28 de dezembro de 2023, intitulada Caraguá Tá Show